# Herb Rajgrodu
Herb Rajgrodu – jeden z symboli miasta Rajgród i gminy Rajgród w postaci herbu.

## Wygląd i symbolika
Herb przedstawia cztery czarne kowalskie ćwieki na złotym polu tarczy herbowej. 

## Historia
Herb został nadany miastu w 1566 roku przez księżną Annę Kiszczynę z rodu Radziwiłłów. Wówczas na tarczy herbowej znajdował się napis łaciński „SIGILLUM CIVITATIS RAJGRODEN”.